# Максум, Нусратулло
Нусратулло́ Махсу́м Лутфулла́ев (тадж. Нусратулло Махсум Лутфуллоев, более известный как Нусратулло-Махсум, 19 июня [1 июля] 1881 — 1 ноября 1937) — таджикский государственный и общественный деятель. Герой Таджикистана (2006, посмертно).

## Биография
Нусратулло Махсум родился в 1881 году в горном селении Чашмаи-Кози Каратегинского бекства (княжества) Бухарского эмирата — сейчас территория Раштского района Таджикистана. Родом из семьи дехкан, и с детства помогал родителям в их работе. В течение трёх лет обучался в местной мусульманской школе (макта́бе). В ранней молодости покинул родной дом и родные края в поисках работы и лучшей жизни на территорию Туркестанского края Российской империи, а точнее в Ферганскую область. C 1895 по 1906 год работал грузчиком и разнорабочим на частной фабрике русского купца в Коканде. В 1906 году был уволен с этой работы за участие в антироссийских и антимонархических беспорядках на волне Первой русской революции и бежал от преследований царской охранки в родное селение в Каратегине, работая там в собственном дехканском хозяйстве вплоть до 1920 года.
В декабре 1920 года вступил в РКП(б). Активно участвовал в распространении советской власти на территории своих родных краёв. В 1921—1923 годах являлся председателем Гармского областного продовольственного комитета по снабжению РККА, одновременно работая уполномоченным ЦИК БНСР по делам «Восточной Бухары», а также членом Чрезвычайной комиссии ЦИК БНСР по делам «Восточной Бухары». В 1923—1924 годах — заместитель председателя Гармского революционного комитета и председатель Восточно-Бухарского областного исполнительного комитета — то есть фактический руководитель «Восточной Бухары» в составе БНСР. С октября (по другим данным с 1 декабря) 1924 — председатель Временного революционного комитета Таджикской АССР. Член ЦК КП(б) Узбекистана (12 февраля 1925 — 4 июня 1930). Председатель ЦИК Таджикской АССР (декабрь 1926 — 16 октября 1929), Председатель ЦИК Таджикской ССР (16 октября 1929 — 27 декабря 1933). Член Бюро ЦК КП(б) Таджикистана (1930—1933).
С октября (по другим данным с 1 декабря) 1924 — председатель Временного революционного комитета Таджикской АССР. Член ЦК КП(б) Узбекистана (12 февраля 1925 — 4 июня 1930). Председатель ЦИК Таджикской АССР (декабрь 1926 — 16 октября 1929), Председатель ЦИК Таджикской ССР (16 октября 1929 — 27 декабря 1933). Член Бюро ЦК КП(б) Таджикистана (1930—1933).
С преобразованием Таджикистана в союзную республику был избран одним из Председателей ЦИК СССР (18 марта 1931 — 4 января 1934). Умеренная позиция таджикского руководства по отношению к зажиточному крестьянству в период коллективизации была признана ошибочной на заседании Политбюро ЦК ВКП(б) 5 декабря 1933 г. Следуя этой резолюции, четвёртая чрезвычайная сессия ЦИК Таджикской ССР освободила (27 декабря 1933) от должностей Максума и Председателя СНК Таджикской ССР Абдуррахима Ходжибаева за «анти-партийную и во многих случаях анти-советскую» политику. Председатель Совета Национальностей ЦИК СССР Таджибаев потребовал снятия Максума с поста председателя ЦИК СССР во время сессии 4 января 1934 г. ЦИК одобрил данное решение, заменив Максума другим представителем Таджикистана — А. Рахимбаевым. Максум был командирован в Москву для учёбы во Всесоюзной Плановой Академии.
Арестован в Москве 8 июля 1937 г. и приговорён к высшей мере наказания 31 октября 1937 г. за подготовку контрреволюционных преступлений.

## Реабилитация
15 декабря 1957 года Военная коллегия Верховного Суда, рассмотрев постановление Генеральной прокуратуры СССР по вновь открывшимся обстоятельствам, в силу отсутствия состава преступления отменила приговор в отношении Нусратулло Максума. Постановлением Президиума Верховного Совета СССР от 26 июня 1964 года, Нусратулло Максум был посмертно реабилитирован.
Указом президента Республики Таджикистан Э. Ш. Рахмонова посмертно удостоен звания «Герой Таджикистана» (9.09.2006).